# کبیر (مینی‌سریال)
کبیر (به انگلیسی: The Great) یک سریال کوتاه کمدی-درام آمریکایی است که بر اساس داستان به قدرت رسیدن کاترین کبیر، ملکه روسیه ساخته شده‌است. تمام ۱۰ قسمت از فصل اول این مجموعه در ۱۵ مه ۲۰ در هولو منتشر شد. نقش‌های اصلی این سریال را ال فانینگ در نقش کاترین کبیر و نیکلاس هولت در نقش پتر سوم، امپراتور روسیه بازی می‌کنند.

## کلیت داستان
کبیر یک کمدی درام و طنز دربارهٔ به قدرت رسیدن کاترین کبیر از شخص خارجی تا طولانی‌ترین حاکم زن در تاریخ روسیه است. این سریال خیالی است و کاترین را در جوانی و ازدواج با پتر سوم روسیه (آمیخته با پتر دوم) به تصویر می‌کشد و بر روی نقشهٔ کاترین برای قتل شوهر بدطینت و خطرناکش تمرکز دارد.

## بازیگران و شخصیت‌ها

### اصلی
- ال فانینگ در نقش کاترین کبیر
- نیکلاس هولت در نقش پتر سوم روسیه
- فیبی فاکس در نقش ماریال
- ساشا دوان در نقش ارلُف
- چریتی ویکفیلد در نقش جورجینا دیمُفا
- گویلیم لی در نقش گریگور دیّمف
- آدام گادلی در نقش اسقف اعظم «آرچی»
- داگلاس هاج در نقش ژنرال ولمنف
- بلیندا برومیلو در نقش خاله الیزابت
- ریچارد پایروس در نقش کونت راسکنیکُف
- بایو گباداموسی در نقش آرکادی
- سباستین ده سوزا در نقش لئو وروانسکی

### دوره‌ای
- دانوسیا سامال در نقش بانوی آنتونیا سونسکا
- لوییز هینس در نقش ولاد
- فلورانس کیت روچ در نقش تاتیانا
- جیمی دمتریو در نقش دکتر چکُف
- کریستف فن در نقش تارتار نیک
- چارلی پرایس در نقش ایوان
- آلیستر گرین در نقش کونت اسمولنی
- ابراهامم پوپولا به عنوان روستُف
- جیمز اسمیت در نقش کونت گورکی
- استوارت اسکادامور در نقش تولستن
- فیلی وبستر در نقش نگهبان قصر
- آدام دارلینگتون در نقش رئیس پیاده‌نظام